# كولسترول
الكُولِسترول أو غَوْل المِرّة هو مادة دهنية شمعية أساسية في تكوين أغشية الخلايا في جميع أنسجة الكائنات الحية. بالإضافة إلى ذلك يلعب الكولسترول دورا أساسياً في الاستقلاب الحيوي (التمثيل الغذائي).
من الكوليسترول نوعان أحدهما طيب مفيد والآخر ضار للصحة إذا زاد عن الحد. النوع المفيد وهو بروتين دهني مرتفع الكثافة أو (HDL) ويجب أن تكون نسبته في الدم أعلى من 40 مليجرام/ديسيلتر. والنوع الضار يجب أن تكون نسبته في الدم أقل من 100 مليجرام/ديسيلتر، وهذا يسمى بروتين دهني منخفض الكثافة أو (LDL). ويتزايد ضرر الكوليسترول السيئ إذا زاد عن الحد واقترن بارتفاع ضغط الدم . فكلاهما يؤثر سلبا على القلب والكلى ، وعموما يتسبب الكوليسترول العالي في الدم في انسداد  الأوعية الدموية بالتدريج.
تقوم أغلب الكائنات حقيقيات النوى بإنتاج (إل دي إل) باندماج بين ستيرويد وكحول في الدم. ولكنه يتواجد بكثرة في الأنسجة الحيوانية وبنسب ضئيلة في أنسجة النبات والفطريات. يمثل الكولسترول بنوعيه كذلك اللبنة الأساسية في تشكيل الهرمونات الستيرويدية وفيتامين د.

## اكتشافه

Strukturformel: Cholesterin

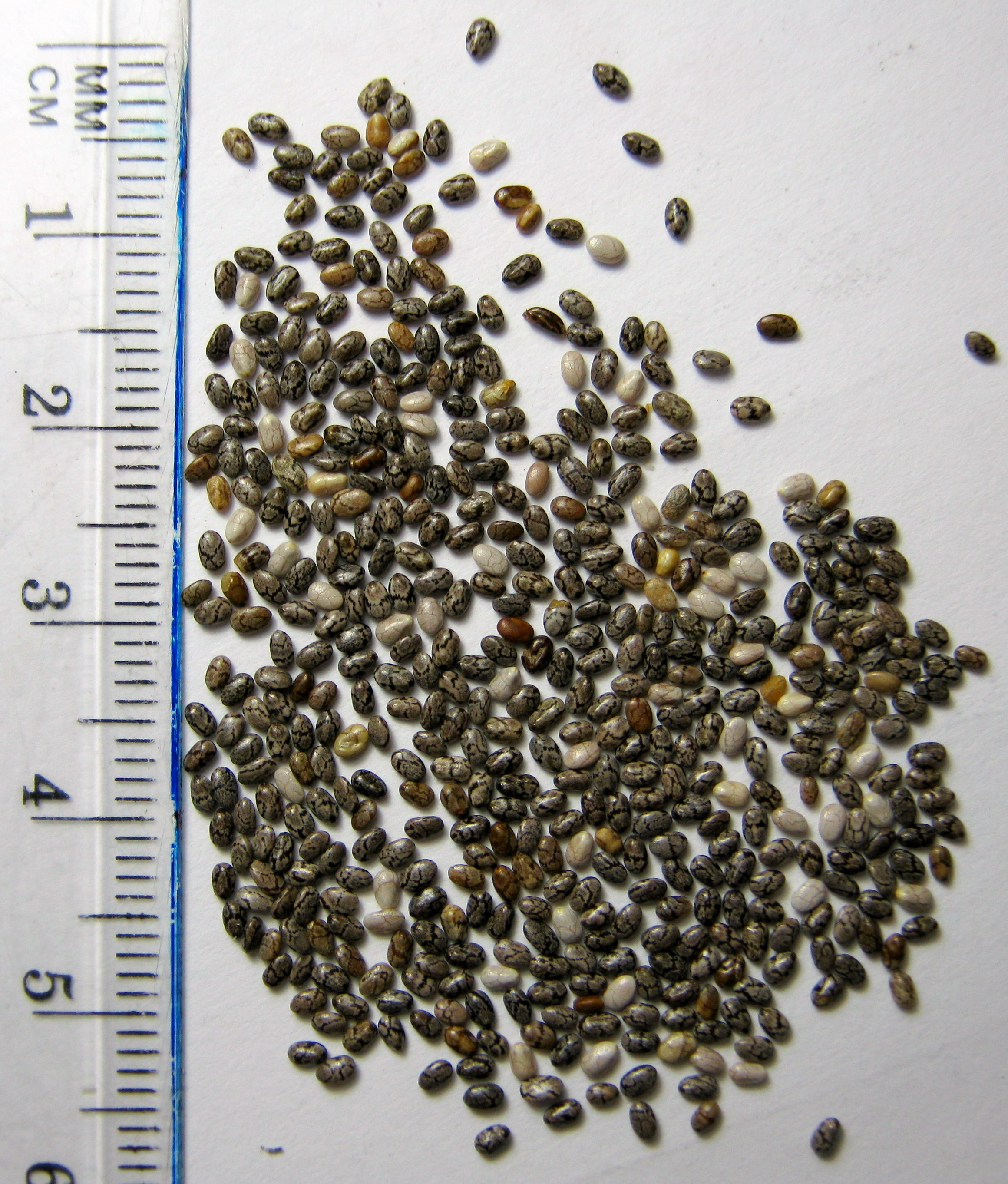
بذور قصعين إسباني، الغنية بأحماض أوميغا 3

اكتَشف فرنسوا بولوتييه دولاسال الكولسترولَ بشكله الصلب في حصيات عصارة المرارة سنة 1769. وفي سنة 1815، أطلق عليه الكيميائي الفرنسي ميشيل أوجين شوفرول اسم «كُولستيرين» (بالإنجليزية: Cholesterine) من اللغة اليونانية حيث «كولي» تعني عصارة المرارة و«ستيريوس» الجسم الصلب.
يصنع جسم الإنسان أغلب كميات الكولسترول التي يحتاجها مما يتعاطاه من غذاء، وكذلك يحصل على كميات أخرى موجودة جاهزة في بعض أنواع الغذاء، مثل صفار البيض والجمبري والصدفيات. ويقع إنتاجه بشكل رئيسي في الكبد والأمعاء وينقل في بلازما الدم بواسطة جسيمات البروتينات الدهنية. يقوم النوع بروتين دهني منخفض الكثافة (LDL) بعمله الانتقال مع الدم إلى باقي أعضاء الجسم. في نفس الوقت يقوم النوع بروتين دهني مرتفع الكثافة (HDL) بإرجاع إل دي إل الزائد إلى الكبد لتقويضه.
يفترض حاليا أن ارتفاع نسبة الكولسترول في الدم وعلى الأخص ارتفاع نوع (إل دي إل) ، والذي يمكن أن ينتج عن عوامل غذائية ووراثية، هو السبب الرئيسي في أمراض تصلّب الشرايين. تساهم هذه الظاهرة في خطر الإصابة باحتشاء قلبي أو (ذبحة صدرية) أو السكتة الدماغية نتيجة لتكون خثرة دموية. وتلعب البروتينات الدهنية منخفضة الكثافة (LDL) دوراً رئيسياً في تصلب الشرايين التكلّس حيث أن ارتفاعها عن حد معين يسمى في الأوساط الطبية بارتفاع «الكولسترول الضار».
بعكس ذلك يمثل ارتفاع نسبة نوع بروتين دهني مرتفع الكثافة (HDL / إتش دي إل) درجة من الحماية ضد هذه الأمراض، لذلك يقال أنها «الكولسترول الحميد». فائدة (إتش دي إل) تكمن في أنه يقوم بنقل نوع (إل دي إل) إلى الكبد الذي يقوم بتحويلها إل عصارة المرارة. ولكن نوع أتش دي إل (وتبلغ نسبته 40 - 100 مليجرام/ديسيلتر في الدم) لا يستطيع نقل كل كمية إل دي إل الزائدة إلى الكبد، فتترسب في الأوعية الدموية وتسدها رويدا رويدا، مما تكون له عواقب وخيمة على أعضاء مثل القلب والكلى.

## الفزيولوجيا

### وظيفته في الغشاء الخلوي
- الكوليسترول هو أحد مكونات أغشية الخلايا الحيوانية، حيث يعمل على الحفاظ على السلامة والاستقرار الميكانيكي للغشاء. يكون غائب في الخلايا النباتية، حيث أن أغشية البلازما النباتية تكون محاطة ومدعومة بجدار خلوي صلب مصنوع من السليلوز. عندما تكون درجات الحرارة منخفضة، يقوم الكوليسترول بزيادة ميوعة الغشاء، لكي يمنع الغشاء من أن يصبح جافاً وقاسياً. يقوم بذلك عن طريق منع اكتظاظ وتكوم الفوسفوليبدات. هذه الخاصية تُمكن الخلايا من البقاء على قيد الحياة في البيئات الباردة. فضلاً عن ذلك، إن تفاعل الكوليسترول مع ذيول الفوسفوليبدات يساعد على استقرار الخلايا في درجات الحرارة العالية، حيث أنه يمنع الغشاء من أن يصبح ذو ميوعة مفرطة. الكوليسترول هو جزيء مزدوج الألفة (مثل الفوسفوليبيد، بمعنى أنه يحتوي على مناطق محبة للماء ومناطق أخرى كارهة للماء). تكون مجموعة هيدروكسيل الكوليسترول (-OH) محبة للماء وتتوافق مع رؤوس الفوسفات للفوسفوليبيدات. ما تبقى من الجزيء (حلقة الستيرويد والذيل الهيدروكربوني) يكون كاره للماء ويرتبط بذيول الفوسفوليبيد. يتفاعل الكوليسترول مع ذيول الأحماض الدهنية من الفوسفوليبيد لتوسيط خصائص الغشاء (الحفاظ على الميوعة والليونة واللزوجة المناسبة للغشاء مثلاً): يعمل الكوليسترول على تثبيت السطح الخارجي للغشاء، مما يقلل من الميوعة فهو يجعل الغشاء أقل نفاذية للجزيئات الصغيرة جدًا القابلة للذوبان في الماء والتي كانت ستتعبر بحرية، وهو يعمل على فصل ذيول الفوسفوليبيد، وبالتالي منع تبلور الغشاء. يساعد على تأمين البروتينات الغشائية المحيطية عن طريق تكوين أطواف دهنية عالية الكثافة قادرة على تثبيت البروتين. يساعد الكوليسترول على الاستقرار الميكانيكي للغشاء أيضاً، وبدونه يمكن أن تنفجر الخلية. مناطق الكوليسترول الكارهة للماء تساهم أيضاً في منع الأيونات والجزيئات القطبية من المرور عبر الغشاء. هذه الخاصية مهمة للغاية خاصةً لغمد الميالين المحيط بالخلايا العصبية، لأن تسرب الأيونات في هذه الخلايا يمكن أن يسبب تباطؤ النبض العصبي.[4][5][6][7]

## التركيب
الكوليسترول جزيء دهني مكون من أربعة حلقات متجاورة بالإضافة إلى جزء غير حلقي مرتبط الكربون رقم 17. يتكون الجزئ من 27 ذرة كربون، من بينها 17 تشكل الحلقات الأربعة.

## الفائدة والمضار
عندما يذكر اسمه يرقى إلى الذهن على الفور بأنه شيء غير مفيد وضار بصحة الإنسان، لكن زيادته عن حدود معينة هي التي تتسبب في ضرره. من فوائده تكوين:
- أحماض عصارة المرارة (والتي تساعد في هضم الدهون)(Bile acids).
- فيتامين د،
- هرمون البروجيسترون.
- الإيستروجين (هرمون الأنوثة ومشتقاته: ايسترادايول، ايسترون، ايستريول).
- الآندروجين (هرمون الذكورة ومشتقاته: أندروستيرون، تستوستيرون).
- هرمونات المينيرالواكورتيكويد.
- هرمونات الجلوكورتيكويد (كورتيزول).

كما أنه ضروري وهام لأغشية الخلايا لكي يعطى لها صفة المسامية والقيام بوظائفها.
يوجد نوعان لهذه المادة بروتين دهني منخفض الكثافة أو باختصار (إل. دي. إل) (ويسمى أحيانا الكوليسترول السيئ)، وهو الذي تكون زيادته في الدم ضارة (أكثر من 200 مليجرام/ديسيلتر) ويسبب الإصابة بأمراض القلب وتصلّب الشرايين. والنوع الآخر بروتين دهني مرتفع الكثافة، أو باختصار (إتش. دى. إل) (ويسمى أحيانا الكوليسترول الجيد) ، فزيادته مفيدة حيث يقوم بنقل النوع المنخفض الكثافة إلى الكبد فيقوم الكبد بتحويل جزء منها إلى عصارة المرارة. هذا يعني أن زيادة نسبة (إتش دي إل) بين 40 إلى 100 مليجرام/ديسيلتر في الدم تعني انخفاض نسبة الإصابة بأمراض القلب.
بينما يتواجد (إل دي إل) في الدم من مصدرين: من الغذاء مباشرة (فهو موجود بكثرة في صفار البيض والجبن الدسم والجمبري والصدفيات) أو يقوم الجسم بتصنيعه أثناء التمثيل الغذائي، لذلك يزيد وجوده في الدم أحيانا عن الحد اللازم. أما نوع (إتش دي إل) الطيب فلا يمكن للجسم تصنيعه ولا بد من تعاطيه مع الغذاء. يكثر نوع (إتش. دي. إل) في زيت كبد الحوت وفي الأسماك، ويستحسن أخذ ملعقة صغيرة من زيت السمك أو كبسولة منها يوميا، فتحسن من توازن النوعين (إل دي إل) و(إتش دي إل) في الدم، وبذلك يتقي الفرد أضرار تراكم نوع (إل دي إل) في الأوعية الدموية وما لها من أضرار مثل تصلب الشراريين وتكلسها وأمراض القلب وسوء عمل الكلى.

## مستويات الكولسترول بالدم
المستوى الطبيعي للكولسترول (الكلي) بالدم يجب ألا يتجاوز الـ 200 مليجرام/ديسيلتر. ولكن تحليل الكولسترول الكلي لا يقدم نتائجا دقيقة عن حالة الجسم وعن حماية القلب ، ولذلك لابد من تحليل الكولسترول إلى أجزائه لمعرفة مقادير الكولسترول السيئ LDL والكوليسترول الجيد HDL في الدم، للحكم على حالة الشخص الصحية.
فالكسترول الكلي بالجسم هو مجموع الكولستول الحميد (HDL) والكولسترول السيئ (LDL) ، وخمس مقدار الجليسريد الثلاثي في الدم(TG) وذلك بشرط أن تكون الشحوم الثلاثية أقل من 400 مليجرام/ديسيلتر.
أي مجموع:
. (LDL + HDL + 1/5(TG يساوي 400 مليجرام/ديسيلتر
على الأكثر.
- الكولسترول الحميد يجب أن يكون بالرجال أكثر من 34 مليجرام/دل، وفي النساء أكثر من 45 مليجرام/دل ليعكس حماية قلبية جيدة للجسم.
-الكولسترول السيئ يجب أن يكون أقل من 160 مليجرام/دل ، مع أخذ الحالات الآتية في الاعتبار :
- من 130- 159مليجرام/ديسيلتر : يجب تطبيق حمية غذائية.
- من 160-189مليجرام/ديسيلتر : يجب تطبيق حمية غذائية والاستعانة بالأدوية الخافضة للكولسترول (طبقا لمواصفات الطبيب) عند وجود عوامل خطورة مرافقة (سمنة-ارتفاع ضغط الدم - سكري - التدخين...).
- أعلى من 190 مليجرام/ديسيلتر : حمية شديدة مع تطبيق المعالجة الدوائية الخافضة للكولسترول، ومراقبة ضغط الدم لتكون أقل من 110/70.

يجب عمل التحليل بعد صيام 14 ساعة عن الطعام والشراب عدا الماء فلا بأس به.

## حمية الكولسترول

### المسموحات
-الأسماك، 
-الزيوت النباتية، وعلى الأخص زيت الزيتون وزيت دوار الشمس، وزيت الذرة، وزيت الكتان،
-المكرونة.
-البطاطا.
-الأرز.
-جميع أنواع الخضار والفواكه
-حليب خالي الدسم، شاي، قهوة، صودا.

### الممنوعات
(ينصح خبراء التغذية بالإقلال من أكل المواد التالية، لاحتوائها على كميات كبيرة من «الكوليسترول الضار» (بروتين دهني منخفض الكثافة) :
-اللحم وحتى اللحم الأحمر (الهبرة).
-الوجبات السريعة (بسبب احتوائها على دهنيات كثيرة وخبز من دقيق أبيض، وقلة الخضروات)، 
-السمنة، 
-الزبدة، 
-صفار البيض، 
-الجبنة الدسمة، 
- الجمبري الصدفيات والكابوريا.
إذا كانت أرقام الكولسترول عالية جدًا (فوق 300 ملي جرام/ديسيلتر من الدم)، يمنع حتى لحم الطيور (الدجاج حتى المنزوع من الجلد).
يوصى بالتمارين الرياضية 5 أيام بالاسبوع.
التغيير في نظام الغذاء ونظام العيش قد يساعدان في تخفيض نسبة الكولسترول في الدم. إن تجنب المأكولات الحيوانية قد يقلّل معدّل الكولسترول في الجسم ليس فقط من خلال تقليل كمية الكولسترول المستهلكة بل من خلال التقليل من توليف الكولسترول. بالنسبة للأشخاص الذين يريدون تخفيض نسبة الكولسترول من خلال تغيير في النظام الغذائي، يجب أن لا تتجاوز الدهون المشبعة المستهلكة نسبة 7% من السعرات الحرارية اليومية وأن لا تتجاوز نسبة الكولسترول اليومية 200 مغ.

## نتائج إحصائية وتوجيهات
قامت مؤخرا مجموعة طبية عالمية بإحصاء نتائج 26 دراسة احصائية عن الكوليسترول، وقدم على أساسها نصائح وتوجيهات بالنسبة للرعاية الصحية عموما وطرق علاج الحالات المستعصية. تراعي الدراسة إلى جانب حدود نوعي «الكوليسترول الحميد» (إتش دي إل) ونوع «الكوليسترول الضار» (إل دي إل) في الدم، وجود عوامل إضافية مثل ارتفاع ضغط الدم، مرض السكري، الإجهاد، أو عوامل وراثية (إذا توفي للشخص أب أو أم أو أحد الأخوات بذبحة صدرية أو حدوث سكتة دماغية لأحد من هؤلاء الأقارب في عمر شبابي) مما تزيد من احتمال وقوع مثل تلك الحالات للمرء، وتنصح بالآتي (عام 2011):
- 160 مليجرام/ديسيلتر إذا لم يوجد مصدر خطورة إضافي،
- 130 مليجرام/ديسيلتر في حالة حدوث ذبحة صدرية،
- 100 مليجرام/ديسيلتر في حالة حدوث ذبحة صدرية ووجود مصدر خطورة ثاني، مثل ارتفاع ضغط الدم، الإجهاد، التدخين،
- 70 مليجرام/ديسيلتر في حالة وجود عدة مصادر للأخطار كالمبينة أعلاه بالإضافة إلى السكري.

توجد في الصيدليات عقارات (ستاتين Statine) لخفض «الكوليسترول الضار» (إل دي إل) وأثبتت الدراسة فائدتها، وهي تؤخذ بمعرفة الطبيب. كما تنصح الدراسة بأخذ عقارات في نفس الوقت لخفض ضغط الدم إذا كان مرتفعا) (أيضا طبقا لاستشارة الطبيب).

## خفض الكوليسترول
يمكن للعامة خفض الكوليسترول السيئ عن طريق تناول زيت السمك مقدار (ملعقة شاي يوميا) كما توجد كبسولات تحتوي على زيت السمك في الأسواق، في تلك الحالة تؤخد كبسولة واحدة كل يوم . يحتوي زيت السمك (ويفضل نوع أسماك شمال الأطلسي) على الكوليسترول الجيد، الذي لا يستطيع  جسم الإنسان تصنيعه، فمن ناحية يستفيد الجسم بمزايا الكوليسترول الجيد ومن ناحية أخرى فإن الكولسترول الجيد يجمع الكولسترول السيئ من الدم وينقله إلى الكبد للتخلص منه .
كما يمكن إضافة ملعقة خل التفاح إلى الطعام . بذلك تنخفض نسبة الكوليسترول السيئ في الدم ويبطل مفعوله السيئ على الشرايين بصفة عامة وشرايين القلب .
يمكن للناس خفض الكوليسترول بصفة عامة ابتداء من سن الأربعين فيستفيدوا ويتقوا شر ما يتسببه الكوليسترول العالي في الدم من تأثيرات سلبية على الشرايين وبالتالي صحة الجسم. تأثير الكوليسترول السيئ على الأوعية الدموية عموما فهو يسد أجزاء من الأوعية الدموية ، بهذا يتأثر القلب وتنخفض كفاءته، وقد ينسد الشريان التاجي وتحدث صدمة قلبية، وتتأثر شرايين الكلى فتنخفض كفاءتها، وقد يحدث فشل كلوي. لهذا يجب الاهتمام بمعرفة نسبة الكوليسترول في الدم عن طريق التحليل لاتخاذ طرق الوقاية من زيادته في الدم. يستطيع الطبيب وصف نوع من العقارات لخفض الكوليسترول في الدم. 
يمكن أن تساعد على خفض مستوى الكوليسترول في دمك وهنا بعض النصائح:
- لاتباع نظام غذائي صحي (تقليل تناول الدهون الحيوانية، واستعمال زيت دوار الشمس أو زيت الزيتون، أو زيت الذرة في تحضير المأكولات ، كما أن اللوز وعين الجمل بها دهون مفيدة) .
- المشي، أو الجري أو السباحة، الحركة عموما والتمارين مدة 20 - 40 دقيقة بطريقة منتظمة،
- خفض الدهون المشبعة (الدهون الحيوانية ودهون الطيور)،
- زيادة الكمية الخضراوات والفواكه والألياف في الغذاء؛ على أن تكون الخضروات ضعف كمية الفاكهة.[8]
- تناول كبسولة زيت سمك يوميا، ويحبذ المحتوي على أوميغا 3 .

## معرض صور

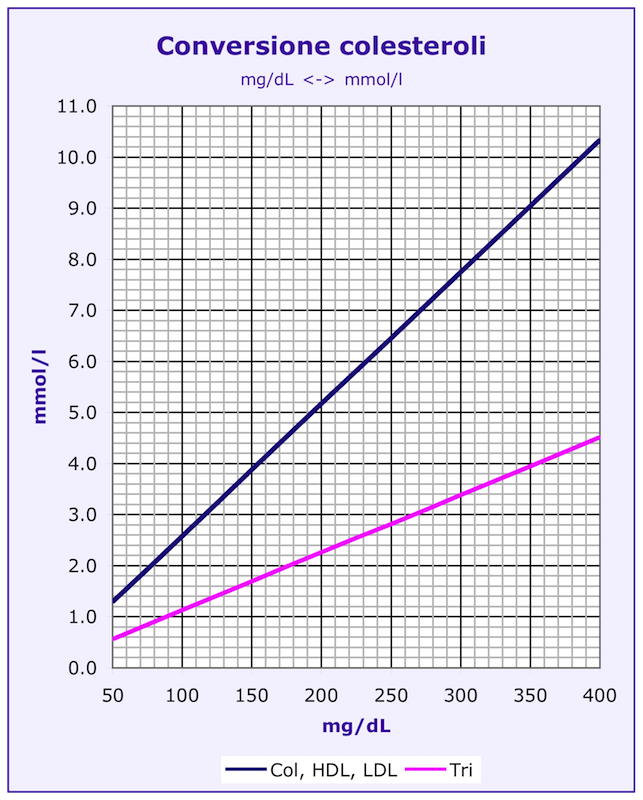
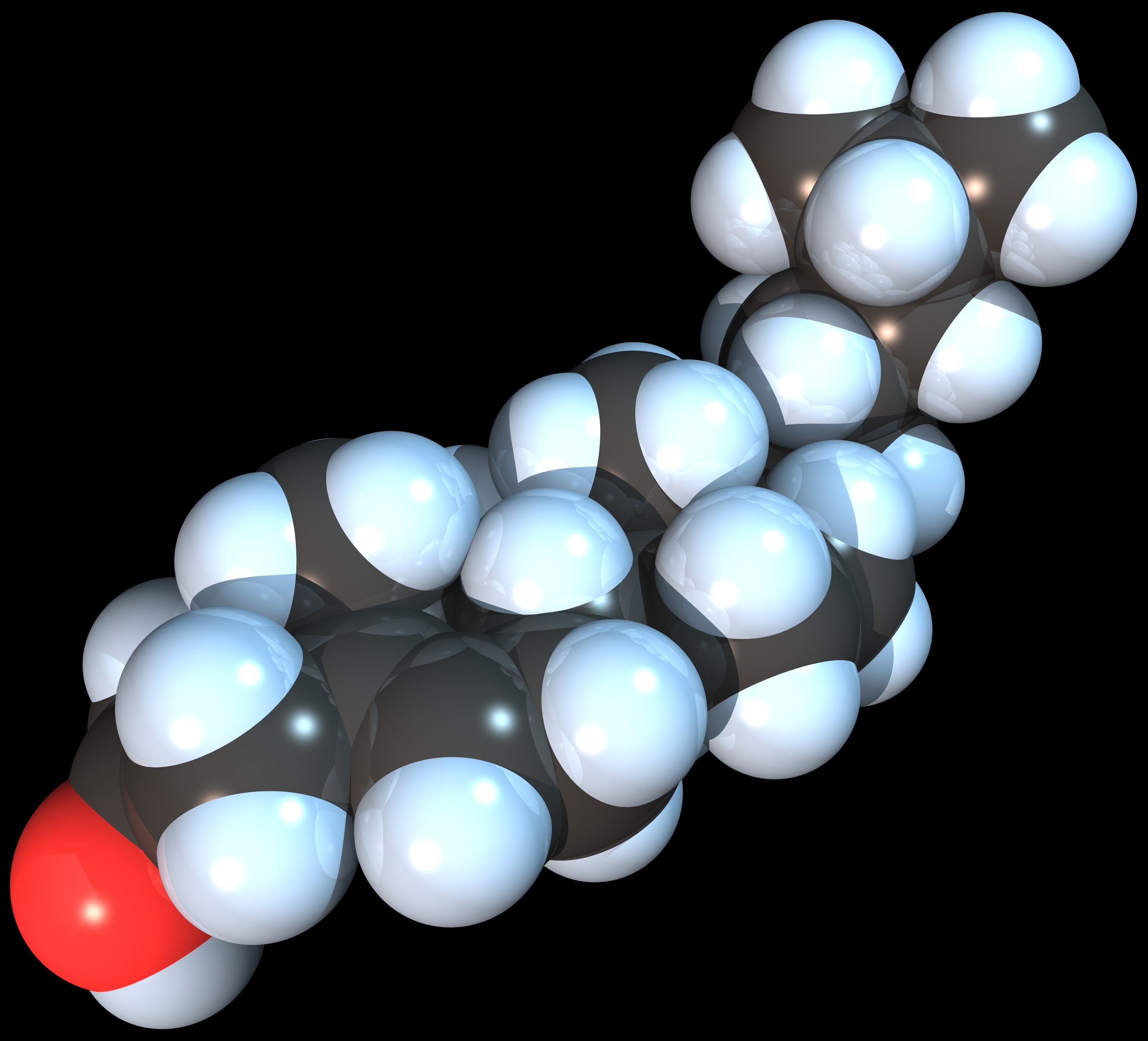